# اچ‌ام‌اس نورویچ (۱۶۹۳)
اچ‌ام‌اس نورویچ (۱۶۹۳) (به انگلیسی: HMS Norwich (1693)) یک کشتی بود که طول آن ۱۲۳ فوت ۸ اینچ (۳۷٫۷ متر) بود.